# Jihad
 For alternative betydninger, se Jihad (flertydig). (Se også artikler, som begynder med Jihad)
Jihad (ǧihād جهاد) er et islamisk begreb, der kommer fra den arabiske rod ǧ-h-d der bl.a. gengiver at "stræbe" eller "anstrenge sig". Begrebet har en lang række forskellige betydninger, fra en indadvendt spirituel kamp for at opnå den rette tro  til politisk eller militær kamp for at fremme islam og islams interesser. Ordet bliver på dansk ofte oversat til "hellig krig". Det er ukorrekt, selv om jihad i visse tilfælde kan have denne betydning. Mange muslimer anser jihad for at være et af de aspekter af deres religion, der oftest bliver misforstået af ikke-muslimer. Meningen med de mere militante aspekter af jihad er et spørgsmål, der stadig er til debat blandt muslimer. Den religiøse legitimitet bag de forskellige islamistiske bevægelser, der benytter sig af terminologien bag det islamiske begreb jihad, er ofte blevet kritiseret af moderate og liberale muslimer. 
En person, der deltager i en militant eller ikke-militant form for jihad kaldes for en "mujahedin". Det betyder "en der kæmper". Ordet mujahid bliver i dag oftest brugt om deltagere i militant jihad, men dækker også en, der udøver jihad ved at anstrenge sig for at memorere koranens tekster. 

## Anvendelsen af begrebet
Jihad er et kompliceret islamisk begreb. Oversat fra arabisk betyder jihad "at kæmpe" eller "at stræbe" efter noget. Den kamp eller anstrengelse, som begrebet refererer til, er en kamp mod alt det, der ud fra islams principper anses for at være dårligt eller skadeligt, for derigennem at fremme alt det, der anses for at være godt. Det er en kamp, der ifølge muslimsk opfattelse omfatter alle dimensioner af de menneskelige handlinger og tanker, og som rækker ud over vores umiddelbare fysiske univers.  
Ifølge traditionel muslimsk opfattelse findes der fem forskellige slags Jihad fi Sabilillah (Jihad for Allah): Hjertets/sjælens jihad (Jihad bin Nafs/Qalb) , ordets jihad (Jihad bil Lisan), pennens jihad (Jihad bil Qalam/Ilm), håndens jihad (Jihad bil Yad), og sværdets jihad (Jihad bis saif) "Hjertets/sjælens jihad" er en indre kamp for det for at fremme det gode i ens bevidsthed. Ordets jihad er den kamp der føres gennem skrevne og talte ord, og kan for eksempel være dawah (missionsarbejde), khutbahs (prædikener), eller politisk eller militær propaganda. Pennens jihad er kampen for det gode, igennem studier af islam, ijtihad eller eksempelvis en indsats inden for videnskabens verden (fx militær- eller lægevidenskab). Håndens jihad refererer til den kamp, der føres ved brug af ens økonomiske midler og arbejdsindsats. Eksempler på denne form for jihad er at tage på pilgrimsfærd til Mekka (anset for at være den bedste form for jihad for kvinder), at tage sig af sine gamle forældre, at donere penge til islamiske formål, at udføre politiske aktiviteter for at fremme islam (se også Islam som en politisk bevægelse eller spionage. Jihad med sværdet  Qital fi Sabilillah betyder væbnet kamp for Allah eller hellig krig.
Historikeren, sociologen og orientalisten Maxime Rodinson opsummerede begrebet: "Jihad er en propagandistisk anordning som, når det er nødvendigt, benytter sig af væbnet kamp" (Maxime Rodinson. Muhammad. Random House, Inc., New York, 2002. p. 351). Ud over at være en propagandistisk anordning og en væbnet kamp, også er det et forsøg på at fremme politisk islam med andre midler. Jihad kan derudover også antage apolitiske og spirituelle former som Hajj eller at tage sig af sine gamle forældre.

## Generelle teologiske spørgsmål

### Den større og den mindre jihad (sunni)
Nogle muslimer mener, at de ikke voldelige former for Jihad udgør en "større jihad" (al-jihād al-akbar), og at den voldelige form for jihad udgør en "mindre jihad" (al-jihād al-asghar). Denne opfattelse har sit udgangspunkt i en hadith, fra al-Bukharis hadithsamling. Imidlertid kritiserede Bukhari denne hadiths troværdighed og mente, den havde en "svag" isnad. Bukhari var af den opfattelse, at den formentlig var blevet fabrikeret af muslimer, der var mindre villige til at risikere deres liv i kamp. På grund af den noget tvivlsomme troværdighed, vælger mange muslimer at afvise denne hadith som falsk. Den tidlige islamiske lærde og det åndelige grundlag for salafismen, Ibn Taymiyya, formulerede en kritik af begreberne "større" og "mindre" jihad og gik endog så langt som til at sige at "jihad mod de vantro er den mest ædle handling et menneske kan udføre, og det er derudover også den vigtigste handling, som et menneske kan udføre for menneskeheden". Sufier er derimod kendt som en gruppe, der særligt støtter indholdet og troværdigheden af denne hadith.

### Den større og den mindre jihad (shia)
Shiamuslimer anser denne tradition (om lille og store jihad) som sand. Eftersom de ikke anser sahih bukhari som en sand traditionssamling, spiller det ikke den store rolle om bukhari anser traditionen som sand eller ej. Her tager shia muslimer udgangspunkt i andre samlinger, når de skal undersøge om en hadith er troværdig. 
Traditionen lyder som følger
I henhold til en velkendt hadith af Profeten Muhammad, sagde han til sin gruppe af ledsagere (der lige havde vundet et slag):
“Godt! Velkommen til den gruppe af mennesker der har udført den lille jihad. For jer venter den store jihad.”
Ledsagerne som var parate til at dø for islam ved at deltage i slaget, svarede overraskende tilbage:
“Hvad er den store jihad?”
Profeten svarede:
“Den store jihad er at kæmpe mod sig selv [ens sjæl]”.
Denne bliver også anvendt hyppigt, for at klargøre over for ikke-muslimer, at jihad ikke kun er hellige krig.

## Militant jihad (sunni)
Ordet "jihad" bliver ofte anvendt synonymt med "hellig krig". Det er som tidligere nævnt ikke korrekt, men der kan samtidig argumenteres for, at det er det militante aspekt af jihad, der er det væsentligste. 
De traditionelle islamiske doktriner inddeler verden i to dele: Dar al-Islam (islams hus), og  Dar al-Harb (krigens hus). Førstnævnte er  de muslimske områder, der bliver regeret efter islams love, og sidstnævnte til ikke-muslimske områder. Militant jihad er opdelt i to adskilte former: defensiv Jihad, hvis formål er at forsvare Dar al-Islam, og offensiv jihad, hvis formål er en militær erobring af Dar al-Harb i tilfælde af islamisk undertrykkelse, (deraf navnet, "krigens hus.")

## Militant jihad (shia)
Shiisme kan opdele jihad i to kategorier:
store jihad Dette er 'kamp' mod ens selv onde. Det afspejler alle punkter af en muslim, lige fra at han kan have svært ved at komme op til bønnen om morgenen, men kæmper [store jihad] alligevel med at komme op, til at han har det svært med sin nabo. Se evt. følgende for en dybere beskrivelse .
lille jihad kan opdeles endnu i to kategorier: forsvarsjihad (defensiv jihad) og angrebsjihad (offensiv jihad):
defensiv jihad – det er obligatorisk for enhver muslim, at forsvare sit land. Således bliver jihad [defensiv] obligatorisk, når man bliver angrebet.
offensiv jihad – er ikke tilladt, eftersom den kun kan erklæres af Profeten Muhammad eller en af Imamerne, eftersom Al-Mahdi stadig er i skjulhed, så kan denne ikke erklæres. Ydermere er alle muslimske lande pålagt FN resolutionen, hvor jihad [offensiv] ikke er tilladt iblandt medlemslandene .

### Sider om jihad
- Jihad in Denmark, An overview and analysis of jihadi activity in Denmark 1990-2006 Arkiveret 14. september 2009 hos  Wayback Machine Dansk Institut for Internationale Studier, 2006
- Undervisning.religion.dk: Militant islam Arkiveret 18. juli 2006 hos  Wayback Machine
- What Does Jihad Mean? af Douglas E. Streusand (engelsk)
- Jihad: Its True Meaning and Purpose Arkiveret 8. april 2005 hos  Wayback Machine (IslamOnline) (engelsk)
- "The Spiritual Significance of Jihad Arkiveret 25. november 2005 hos  Wayback Machine" af Seyyed Hossein Nasr (engelsk)
- "Jihad The Holy War of Islam and Its Legitimacy in the Quran" af Ayatullah Morteza Mutahhari (engelsk)
- "Struggle against the Self (jihad al-nafs)" (engelsk)
- "The Greater Jihad" af tidligere ayatullah Khomeini  (engelsk)
- "Jihad – Hellig krig eller indre kamp (Webside ikke længere tilgængelig)" af Mohammad b. Hamid (dansk)